# Şenyurt, Kumru
Şenyurt là một xã thuộc huyện Kumru, tỉnh Ordu, Thổ Nhĩ Kỳ. Dân số thời điểm năm 2010 là 464 người.